# X̂
La X̂ es la letra latina X con circunflejo. La letra se utiliza en la ortografía moderna del idioma aleutiano y en el alfabeto actual del idioma haida del Centro de idiomas nativos de Alaska. En ambos casos, representa el sonido / χ /.
En matemáticas, x̂ a menudo se refiere al vector unitario en la dirección +X.

## Unicode
| forma     | representación | código        | descripción                                                   |
| --------- | -------------- | ------------- | ------------------------------------------------------------- |
| Mayúscula | X̂              | U+0058 U+0302 | letra mayúscula latina x Con el diacrítico acento circunflejo |
| minúscula | x̂              | U+0078 U+0302 | letra minúscula latina x Con el diacrítico acento Circunflejo |